# Eugenius Maeyens

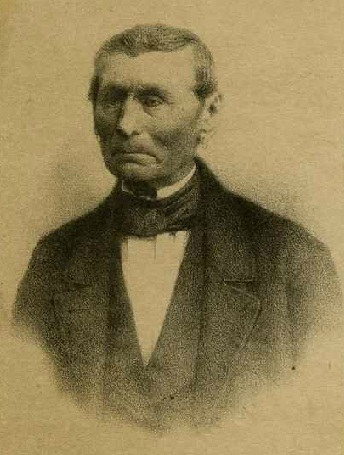
Eugenius Maeyens.

Eugenius Maeyens (Knesselare, 2 oktober 1787 – aldaar, 2 maart 1867) was een Belgisch lokaal politicus.
Maeyens werd geboren in het gezin van Carolus Jacobus Maeyens, de plaatselijke koster, en Regina Adriaenssens. Hij werd doctor in de geneeskunde en was gedurende meer dan 50 jaar geneesheer te Knesselare. Op zijn bidprentje wordt nog gesproken over 'chirurgijn, heel- en vroedmeester'. Zijn grafmonument is nog bewaard gebleven op het kerkhof van Knesselare.
Eugenius Maeyens werd in 1819 gemeenteraadslid om er nadien, in 1836, schepen te worden. In 1848 werd hij burgemeester te Knesselare en hij bleef in die functie tot 1859.